# 八丁山トンネル
八丁山トンネル（はっちょうざんトンネル）は、熊本県八代市の九州自動車道のトンネル。

## 概要
- 上り線（熊本・福岡方面）長さ：1,954m
- 下り線（鹿児島・宮崎方面）長さ：2,030m

※トンネル距離数はトンネル入口手前に設置された標識の記載によるもの。

## 歴史
- 1989年12月7日：八代IC - 人吉仮出入口の開通に伴い供用開始（当時は暫定2車線での供用）。

## 追記事項
- 八代JCT- えびのICの区間は、肥後トンネル、加久藤トンネルの長大トンネルがあるため、石油・薬品などを積載したタンクローリーの危険物積載車の通行は禁止されている。当該車両が人吉市または八代市方面へ向かう場合は、西側を並行する国道219号などを利用することになる。
- 手前の大平山トンネルと組み合わせると合計3キロ前後におよび、肥後トンネルまでの高低差をつけるためにやや勾配のある坂になっているため、特に帰省時・Uターン時等では混雑することもある。

## 関連事項
- 九州地方の道路一覧
- 西日本高速道路